# William Forsyth (rugby)
Pour les articles homonymes, voir Forsyth.
William Forsyth (Logie-Easter (en), 1850 - Hampstead (Londres), 1935) est un joueur international écossais de rugby du XIXe siècle.
Il fait partie de l'équipe d'Écosse de rugby qui affronte l'Angleterre dans ce qui constitue le tout premier match international de rugby de l'histoire, en 1871.

## Biographie

### Jeunesse et famille
William Forsyth naît le 23 mars 1850 à Logie-Easter (en), dans l'ancien comté Ross and Cromarty, situé dans les Highlands, en Écosse,. Il est le fils de John Forsyth (mort en 1898) et Ann (née Bell, morte en 1857). John est fermier sur le domaine de Balnagowan, la résidence de Sir Charles Ross et le site du château de Balnagowan (en). Plus tard, dans les années 1860, John Forsyth devient le propriétaire de l'ensemble du domaine, soit quelque 300 000 acres, dont environ 8 000 acres de terres arables, 400 acres de bois et 288 000 acres de pâturages. La mère de William meurt en 1857 alors qu'il n'a que sept ans et sa tante s'est installée chez lui, l'aidant à s'occuper de William et de ses frères et sœurs. John se remariera plus tard.
Vers 1869, William commence à fréquenter l'université d'Édimbourg. Il est noté dans le calendrier d'Edimbourg de 1869 (sous le nom de « William Forsyth of Ross-shire ») pour avoir obtenu un certificat de mérite et plus tard, il est cité comme William Forsyth of Balnagowan.

### Carrière en rugby
Lorsque William Forsyth est à l'université d'Édimbourg, William Forsyth se distingue comme athlète et joueur de rugby. En 1871, il est enregistré comme ayant remporté la marche du mile en 8 minutes lors de la rencontre du club de l'université d'Édimbourg, le 23 juin.
Il fait partie du comité de rugby de l'union d'Édimbourg en 1871. Il évolue comme forward (avant) pour l'université d'Édimbourg, qui est l'un des tout meilleurs clubs d'Écosse de l'époque.

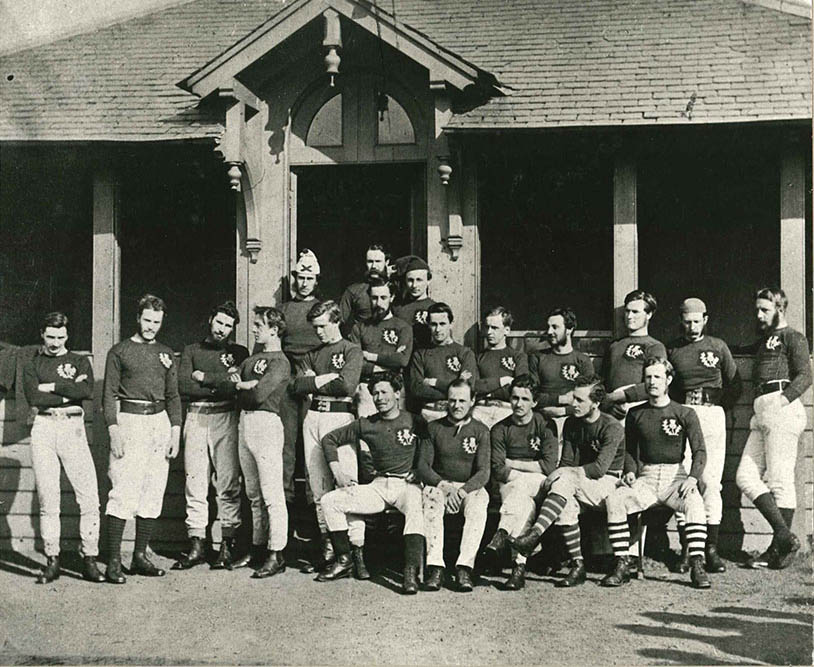
La première équipe nationale de rugby d'Écosse, lors du match de mars 1871 contre l'Angleterre à Édimbourg.

Forsyth est ainsi sélectionné pour représenter la toute première équipe d'Écosse de rugby lors du tout premier match international de rugby de l'histoire, contre l'Angleterre. L'Écosse l'emporte 1 à 0, en inscrivant 2 essais et 1 transformation contre 1 essai non transformé contre l'Angleterre (seules les transformations rapportaient des points à l'époque),,. Il est, avec John McFarlane, l'un des deux représentants de l'université d'Édimbourg. C'est le seul match international qu'il jouera.
Après ce match, il continue à jouer pour l'université d'Édimbourg ; il apparaît dans la plus ancienne photo connue d'un club sportif universitaire, aux côtés de ses coéquipiers pour la saison 1872-1873.
Lors du premier match interurbain entre Glasgow District (en) et Edinburgh District (en) le 23 novembre 1872, William Forsyth est notablement absent de l'équipe d'Edimbourg. Dans l'équipe se trouve cependant un certain J. Forsyth, représentant les Wanderers. Étant donné que William Forsyth jouait encore pour Édimbourg cette saison-là et que J. Forsyth était un joueur des Wanderers, il est peu probable qu'il s'agisse du même homme. Mais il existe des preuves qui suggèrent que Forsyth a pu, à l'occasion, recevoir l'initiale « J. ». Certaines sources du match international de 1871 citent en effet l'initiale de Forsyth comme étant « J. » plutôt que « W. ». L'argument selon lequel c'est W. Forsyth qui est l'international de 1871 est étayé par le fait que c'est le même homme qui est photographié à la fois dans l'équipe de l'Écosse de 1871 et dans celle de l'université d'Édimbourg de 1872, et tous les documents de l'université le montrent comme W. ou William Forsyth. Dans le livre de Francis Marshall de 1892, Football: the Rugby union game, il est à nouveau mentionné sous le nom de « W. Forsyth » dans une photo de l'équipe écossaise de 1871, bien qu'à une autre occasion il soit mentionné sous le nom de « R. Forsyth ». 
William Forsyth meurt à Hampstead (Londres), le 12 mars 1935.